# Венциг, Теодор
Теодор Венциг (нем. Theodor Wenzig или нем. Johann Theodor Wenzig, 1824 — 1892) — немецкий ботаник.  

## Биография
Теодор Венциг родился в 1824 году.
Большую часть своей научной деятельности Венциг провёл в Ботаническом саду Берлина.
Теодор Венциг умер в 1892 году.

## Научная деятельность
Теодор Венциг специализировался на семенных растениях.